# 広島県薬業
広島県薬業株式会社（ひろしまけんやくぎょう）は、殺虫剤・ワクチン等の卸を中心とする日本の企業である。

## 沿革
- 1944年2月：統制令により広島県家庭薬配給株式会社を設立。
- 1948年1月15日：統制令及び配給制度廃止により広島県薬業株式会社を設立。
- 1968年：ネズミ・害虫駆除及び予防業務を行う部門を設置。
- 1976年：福山市に支店開設。
- 1978年：本社を現在地に移転。
- 1991年：細菌検査業務を開始。
- 1992年：介護住宅改修事業を開始。同時に介護用品のショールームを設置。
- 1996年：保健福祉コンサルタント業務を開始。
- 2000年：介護用品のレンタル事業を開始。

## 主な仕入先メーカー
- アルボース、オムロン、北里薬品産業、大日本住友製薬、ソーダニッカ、大日本除虫菊、田辺製薬、デンカ生研、ファイザー、フマキラー、丸石製薬

## 関連企業
- 株式会社ウェルウェル